# Пантаева, Ирина Владленовна
Ири́на Владле́новна Панта́ева (род. 31 октября 1967, Улан-Удэ) — модель и актриса.

## Биография
Ирина Владленовна Пантаева родилась в Улан-Удэ (Бурятская АССР, СССР). Она бурятка по национальности, дочь бурятского композитора Владлена Пантаева. Мать Ирины Татьяна работала в Бурятском театре драмы костюмером, а дед был потомственным шаманом.
Ирина начала работать моделью в 1988 году в Улан-Удэ в сотрудничестве с модельером Ларисой Дагдановой.
В 1989 году Ирина стала победительницей первого конкурса красоты в Бурятии — «Мисс Улан-Удэ». В том же году она уехала в Москву для участия в кинопробах, а затем и съёмках фильма «Возвращение Ходжи Насреддина». Позднее Ирина работала в Театре моды авангардного дизайнера Ирины Молчановой, а в 1991 году приняла участие в первом крупном показе мод для неё — Московском показе Пьера Кардена. В 1992 году Пантаева уехала в Париж. Во Франции, практически не зная языка, добилась встречи с Карлом Лагерфельдом, начав успешную карьеру фотомодели. В 1994 году Ирина переехала в Нью-Йорк, где продолжила работать моделью, и снялась в фильме «Смертельная битва 2: Истребление» в роли Джейд, в эпизодических ролях в фильмах «Знаменитость» Вуди Аллена, а также «Образцовый самец» и «Нужные люди», в качестве гостя — в «Третьей планете от Солнца». Также играла в Бродвейской постановке Jewtopia.
Ирина окончила театральный факультет Нью-Йоркского университета. В 1998 году она написала автобиографию Siberian Dream: A Memoir, опубликованную издательством Avon/Bard.
Появлялась на обложках многих журналов мод, в том числе и Vogue. Принимала участие в показах Yves Saint Laurent, Anna Sui, Vivienne Westwood, Prada, Marc Jacobs, Issey Miyake, Donna Karan, Calvin Klein, Ralph Lauren, Kenzo, Vivienne Tam и многих других дизайнеров. Была лицом рекламных кампаний Calvin Klein, GAP, Kenzo, Missoni, Levi’s Jeans, Vivienne Westwood и многих других торговых марок.

## Личная жизнь
В 1989 году у Ирины родился сын Руслан. В 1994 году она вышла замуж за латвийского фотографа Роланда Левина, от которого в 2003 году родила сына Солонго. В 2008 году Ирина и Роланд развелись.

## Фильмография
| Год  |   | Русское название                 | Оригинальное название        | Роль                |
| ---- | - | -------------------------------- | ---------------------------- | ------------------- |
| 1989 | ф | Возвращение Ходжи Насреддина     | Возвращение Ходжи Насреддина | Кутлуг-Туркан Ага   |
| 1997 | ф | Риск для свидетеля               | Testimone a rischio          | женщина             |
| 1997 | ф | Смертельная битва 2: Истребление | Mortal Kombat: Annihilation  | Джейд               |
| 1998 | с | Полицейские под прикрытием       | New York Undercover          | Изабель             |
| 1998 | с | Третья планета от Солнца         | 3rd Rock from the Sun        | Габриелла           |
| 1998 | ф | Знаменитость                     | Celebrity                    | подруга супермодели |
| 2000 | с | Нормал, Огайо                    | Normal, Ohio                 | Лиза                |
| 2001 | ф | Образцовый самец                 | Zoolander                    | Ирина               |
| 2001 | ф | Побег из Гулага                  | So weit die Füße tragen      | Ирина               |
| 2002 | ф | Нужные люди                      | People I Know                | регистратор         |